# Rhabderemiidae
Rhabderemiidae is een familie van sponsdieren uit de klasse van de Demospongiae (gewone sponzen). 

## Geslacht
- Rhabderemia Topsent, 1890